# Fisherhypotesen
Fisherhypotesen, uppkallad efter sin upphovsman Irving Fisher, säger att den nominella räntan är lika med summan av den förväntade realräntan och den förväntade inflationen.
Fisher antog att rationella individer skulle bestämma låneräntor enligt följande princip:
1. Låntagaren och långivaren kommer överens om den önskade realräntan på lånet, vilken på grund av inflationen inte är säkert fastställd utan endast utgör den förväntade realräntan. Realräntan är den avkastning utlåningen ger långivaren när man har tagit hänsyn till att inflationen försämrar penningvärdet.
2. Parterna bildar sig en gemensam uppfattning om den förväntade inflationen.
3. Den nominella räntan bestäms som summan av den förväntade realräntan och den förvänade inflationen. Den nominella räntan är det belopp som långivaren får tillbaka utöver det utlånade beloppet, mätt som andel av det utlånade beloppet. När vi till vardags talar om ränta är det nominell ränta vi menar.

Ifall inflationen sedan blir högre än förväntat kan man konstatera att den nominella räntan borde ha satts högre för att den önskade realräntan skulle ha uppnåtts. Inflationen har i så fall verkat till låntagarens fördel. Omvänt gäller att en lägre inflation än förväntat i stället blir till långivarens fördel. Dessa effekter kan undvikas genom att man inkluderar en indexklausul i kontraktet.
Se även inflation.